# Stanisław Walkowski
Stanisław Zdzisław Walkowski (ur. 3 lipca 1958) – polski inżynier, wojewoda legnicki (1993–1994).

## Życiorys
Z wykształcenia magister inżynier biologii zwierząt, ukończył studia podyplomowe na Uniwersytecie Rolniczym w Krakowie. Na początku lat 90. został mianowany wicewojewodą legnickim. Był związany ze Stronnictwem Ludowo-Chrześcijańskim. W 1992, po odwołaniu wojewody Andrzeja Glapińskiego, przejął jego obowiązki, które sprawował do czasu zdymisjonowania przez rząd Waldemara Pawlaka w 1994. W 1993 bezskutecznie kandydował w okręgu legnickim o mandat senatorski z ramienia Bezpartyjnego Bloku Wspierania Reform.
Po odejściu z urzędu był zastępcą dyrektora ds. produkcji i inwestycji Stacji Hodowli i Unasieniania Zwierząt w Legnicy. Następnie pracował w spółkach Tesco, Kaufland i Torca Polska na stanowiskach dyrektorskich. Zajął się consultingiem i doradztwem w dziedzinie nieruchomości.